# Dirlewang

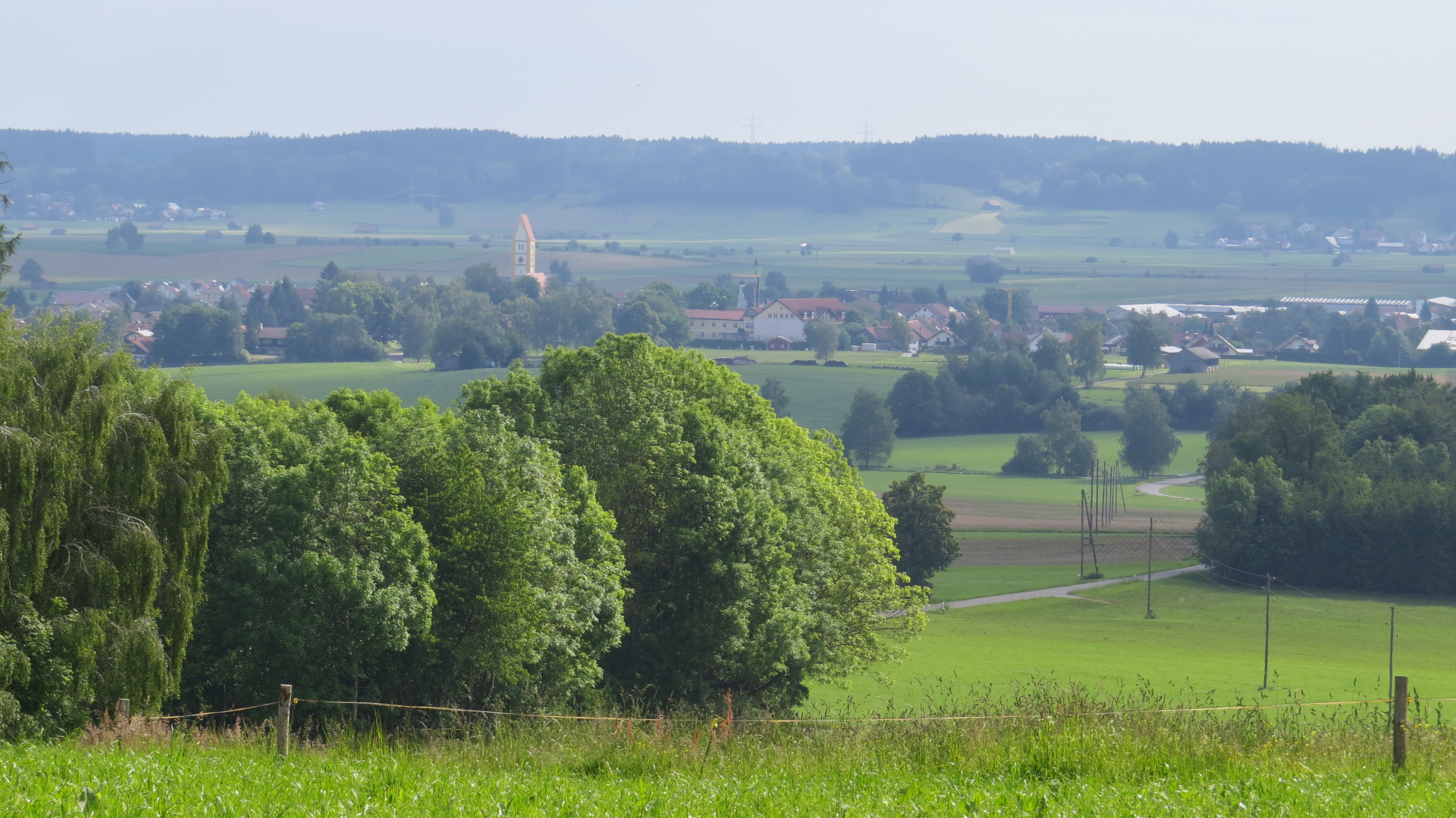
Dirlewang von Südwesten

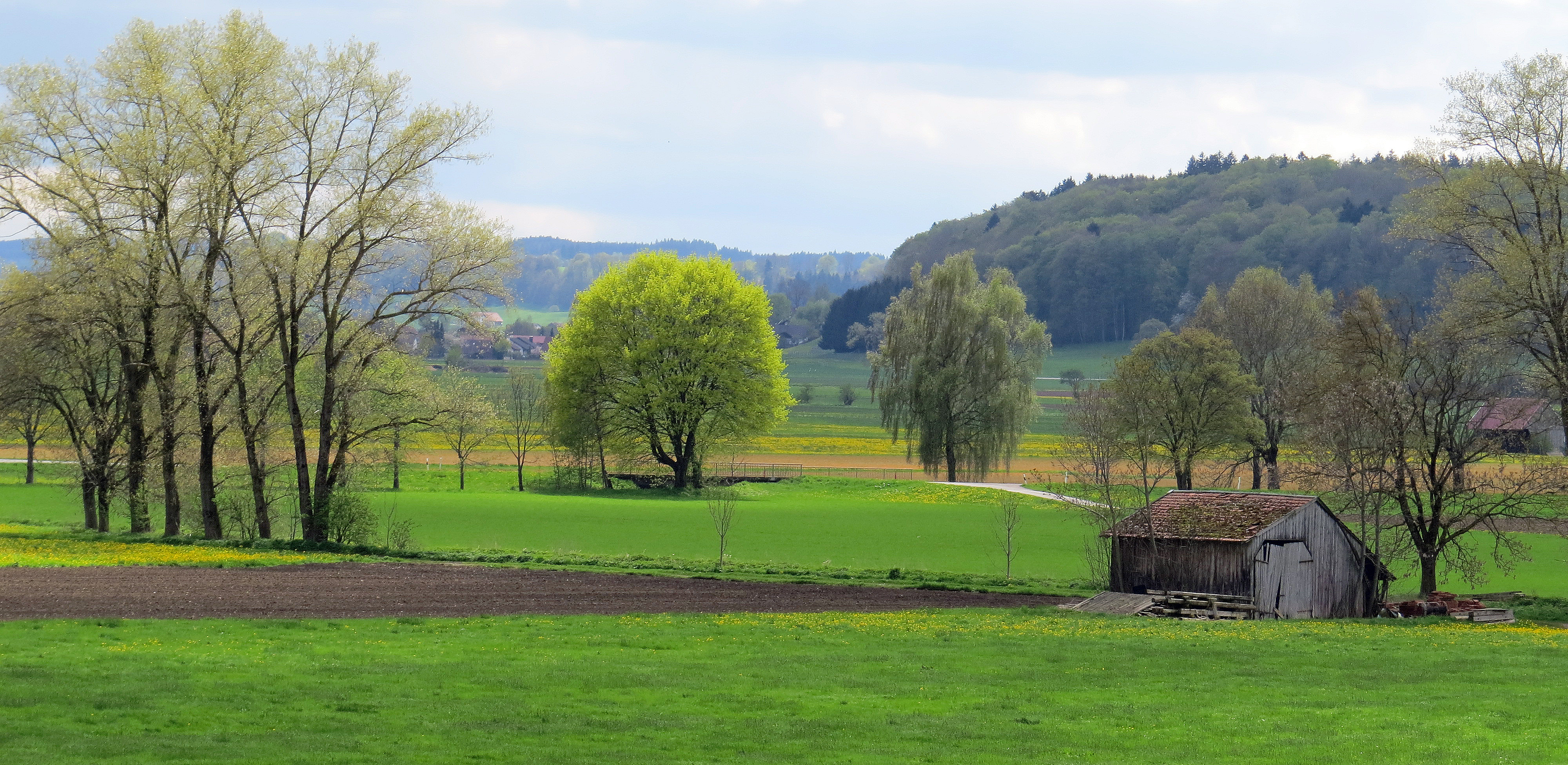
Bei Osterlauchdorf

Dirlewang ist ein Markt im schwäbischen Landkreis Unterallgäu.

## Geografie
Dirlewang liegt in der Region Donau-Iller etwa 30 km östlich von Memmingen in Mittelschwaben.

## Gemeindegliederung
In den drei Gemarkungen Altensteig, Dirlewang und Helchenried liegen acht Gemeindeteile (in Klammern ist der Siedlungstyp angegeben):
- Alesrain (Einöde)
- Altensteig (Kirchdorf)
- Dirlewang (Hauptort)
- Eberscholl (Weiler)
- Helchenried (Dorf)
- Leutenhof (Einöde)
- Osterlauchdorf (Weiler)
- Wallenried (Einöde)

Die Orte Beiburg, Holzhauserin, Luwang, Tannburg und Wichstein sind abgegangen.
Der niedrigste Punkt in der Gemeinde liegt mit 618 m ü. NHN an der Mindel, der höchste Punkt mit 706 m ü. NHN bei Eberscholl, beide an der Grenze zur Gemeinde Apfeltrach.

## Geschichte

### Bis zur Gemeindegründung
Besiedelt wurde das heutige Gebiet wohl schon zu römischer Zeit, was Ausgrabungen und Grabfunde beweisen. Auf dem Gemeindegebiet wurden mehrere römische Ziegeleien ergraben.
Erstmals urkundlich erwähnt wurde „Durniwanc“ im Jahr 919. Damals lag der Ort im Herzogtum Schwaben. Der bereits vor 1400 zum Markt erhobene Ort Dirlewang gehörte ab 1617 zur Herrschaft Mindelheim des Kurfürstentums Bayern, seit dem Gemeindeedikt von 1818 ist Dirlewang eine politische Gemeinde.

### Eingemeindungen
Im Zuge der Gebietsreform schlossen sich die Gemeinden Helchenried und Altensteig am 1. April 1972 bzw. am 1. Juli 1972 an.

### Einwohnerentwicklung
| Jahr      | 1840 | 1900 | 1939 | 1959 | 1961 | 1970 | 1987 | 1991 | 1995 | 2000 | 2005 | 2010 | 2015 |
| Einwohner | 1071 | 1096 | 1200 | 1835 | 1617 | 1540 | 1762 | 1892 | 2003 | 2098 | 2123 | 2106 | 2126 |

Zwischen 1988 und 2018 wuchs der Markt von 1790 auf 2172 um 382 Einwohner bzw. um 21,3 %.

## Politik

### Gemeinderat und Bürgermeister
Nach der Kommunalwahl vom 15. März 2020 erhielt die Liste „Gemeinsam für Dirlewang“ 78,2 % der Stimmen und elf Mandate im Gemeinderat; auf die „Unabhängige Bürgergemeinschaft Altensteig“ entfielen 21,8 % und drei Mandate. Die Sitzverteilung ist damit unverändert wie in der Amtszeit 2014 bis 2020.
Erster Bürgermeister ist seit 1. Mai 2008 Alois Mayer (Liste „Gemeinsam für Dirlewang“); er wurde am 15. März 2020 mit 89,6 % der Stimmen für weitere sechs Jahre gewählt.

### Gemeindefinanzen
Im Jahr 2023 betrugen die Gemeindesteuereinnahmen 2,409 Millionen €, davon waren 549.000 € Gewerbesteuern (netto).

### Wappen
| Wappen von Dirlewang | Blasonierung: „In Rot zwischen zwei silbernen Zinnentürmen, deren Sockel aus silbernen und blauen Quadern bestehen, ein geschlossenes goldenes Tor mit Einlasspförtchen in silberner Mauer.“ |
| Wappen von Dirlewang | Wappenbegründung: Schon vor 1400 verfügte der Ort über das Marktrecht, aber erst 1725 wurde ihm zunächst als Siegel ein eigenes Wappen durch Kurfürst Max Emanuel II. von Bayern verliehen. Das geschichtliche Wappen des Marktes ist seinem Inhalt nach schwer zu deuten. So ist die rote Feldfarbe identisch mit der Hauptfarbe des Wappens des ehemaligen Fürststiftes Kempten, das über mehrere Jahrhunderte Dirlewang als Lehen besaß, bis es 1587 auf Hans Fugger käuflich überging. Das Tor mit Einlasstürchen zwischen zwei Türmen gab verschiedentlich Anlass für eine naive und sicher unzutreffende Auslegung des Wappenbildes für den Ortsnamen (Dirle=Türlewang=für offen). Viel wahrscheinlicher sollten aber durch das Wappenbild die seinerzeit besonderen Rechte des Marktes wie die Hohe Gerichtsbarkeit, die Freiheit von der Frondienstleistung und das Marktrecht auch unter bayerischem Recht (Farben weiß-blau) als gesichert herausgestellt werden. Dieses Wappen wird seit 1725 geführt. |

### Flagge
Die Flagge wurde am 30. August 1990 durch Bescheid der Regierung von Schwaben genehmigt. Die Flagge ist gelb-blau gestreift mit aufgelegtem Gemeindewappen. Die Gestaltung der Gemeindeflagge übernahm der Freisinger Theodor Goerge.

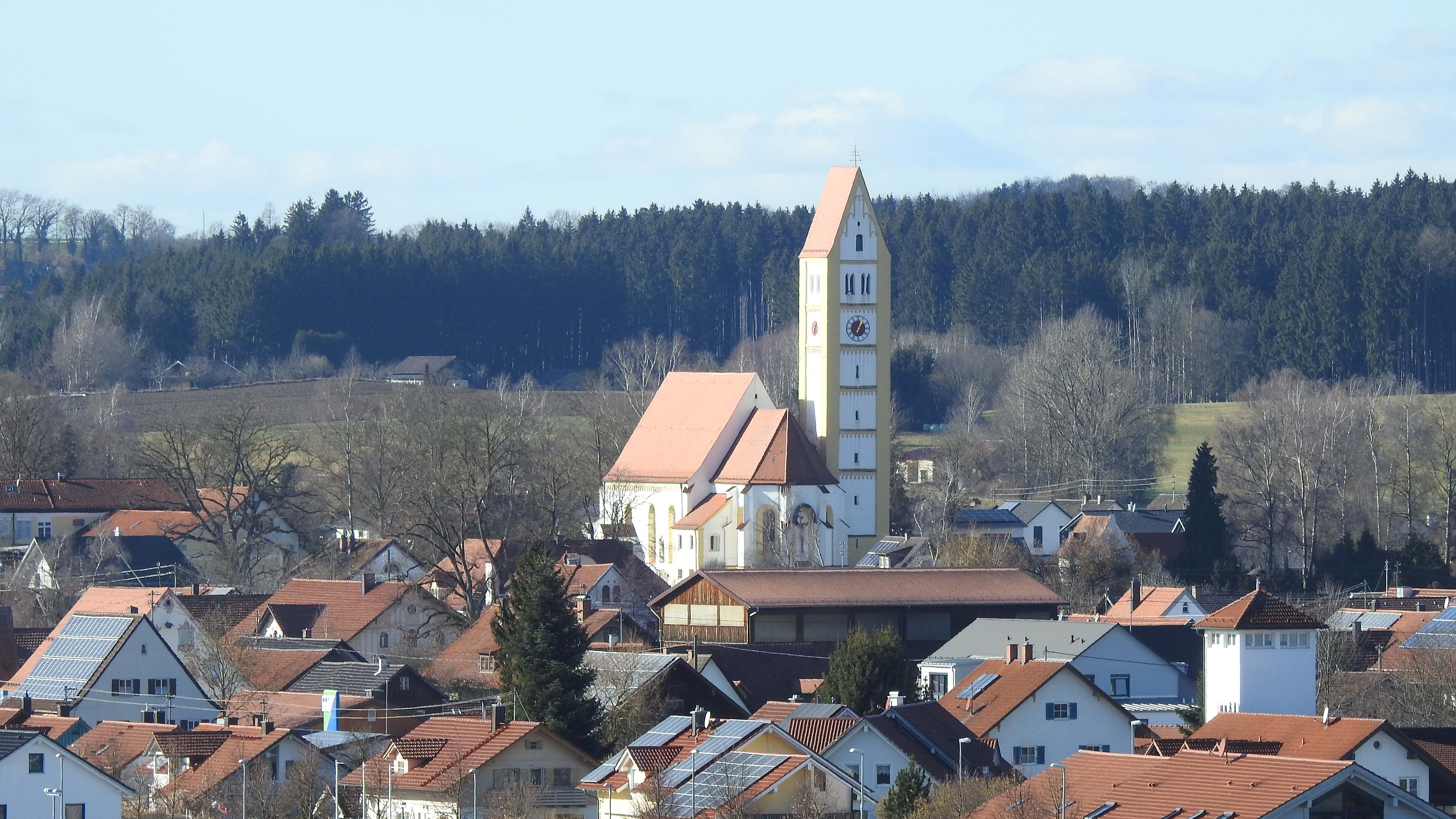
Dirlewang von Südosten

## Wirtschaft und Infrastruktur

### Wirtschaft einschließlich Land- und Forstwirtschaft
2023 gab es 302 sozialversicherungspflichtig Beschäftigte am Arbeitsort, 989 sozialversicherungspflichtig Beschäftigte am Wohnort und 23 Arbeitslose. Im verarbeitenden Gewerbe gab es keine Betriebe, im Bauhauptgewerbe 10 Betriebe. Zudem bestanden im Jahr 2020 36 landwirtschaftliche Betriebe mit einer landwirtschaftlich genutzten Fläche von 1383 ha.

### Dirlewanger Bürgerbeteiligungsbatterie

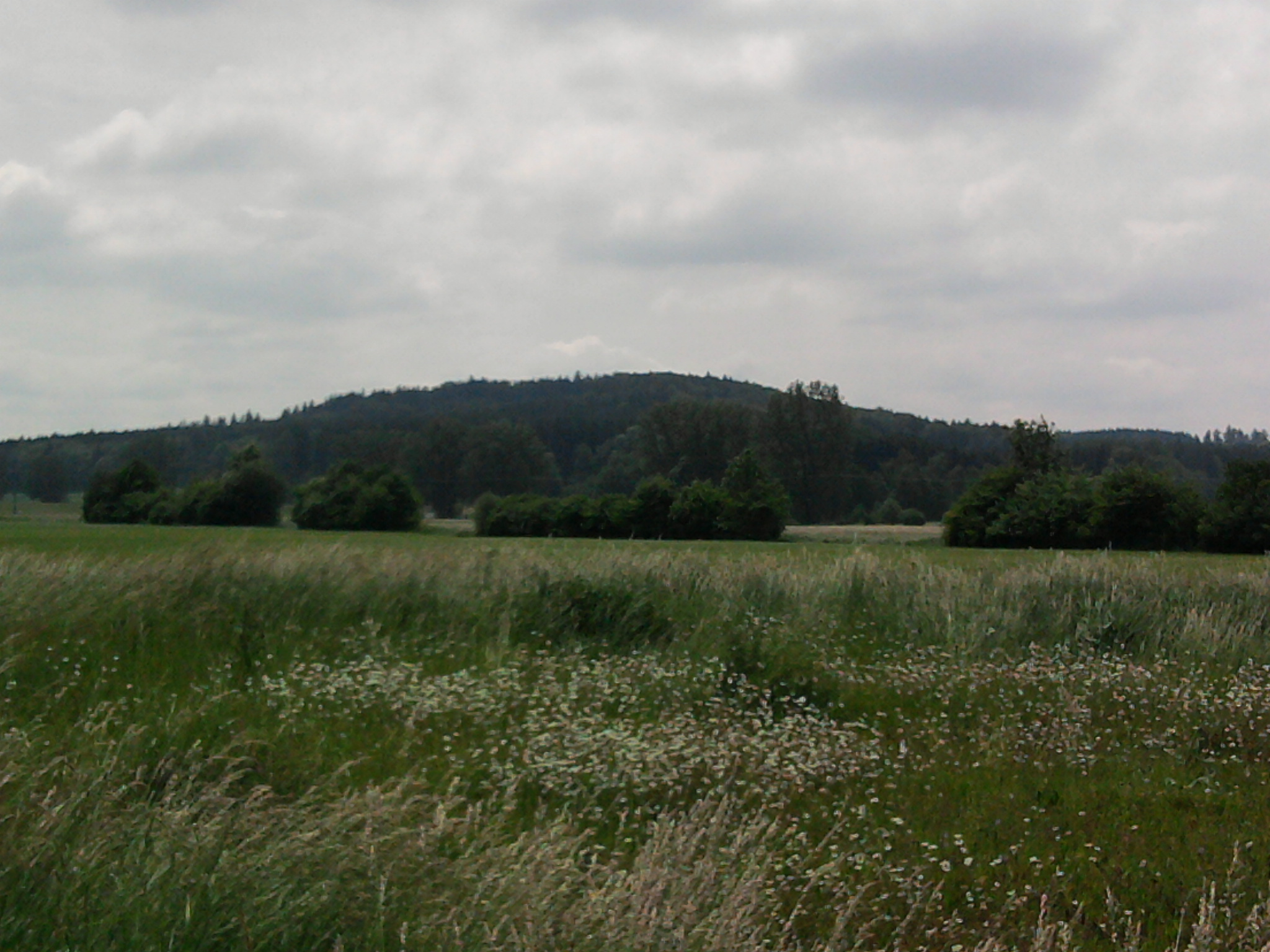
Roßkopf bei Dirlewang

Im Mai 2011 gab Bürgermeister Alois Mayer bekannt, dass es Planungen für ein Pumpspeicherkraftwerk bei Dirlewang gibt. Der Standort Dirlewang wurde aus mehreren Gründen ausgewählt:
- regelmäßige Hochwasser, die durch einen neu errichteten Staudamm zurückgehalten werden
- nahegeleger Roßkopf, ein ca. 700 Meter hoher Berg, auf dem der Speichersee entstehen soll
- vorbeiführende Stromleitung mit Trafostation, von daher wäre also keine neue Leitung nötig

Das Netz wird zusätzlich mit 6,18 Megawatt belastet, das bedeutet Strom für 20.000 Menschen, der für sechs Stunden gespeichert werden kann.

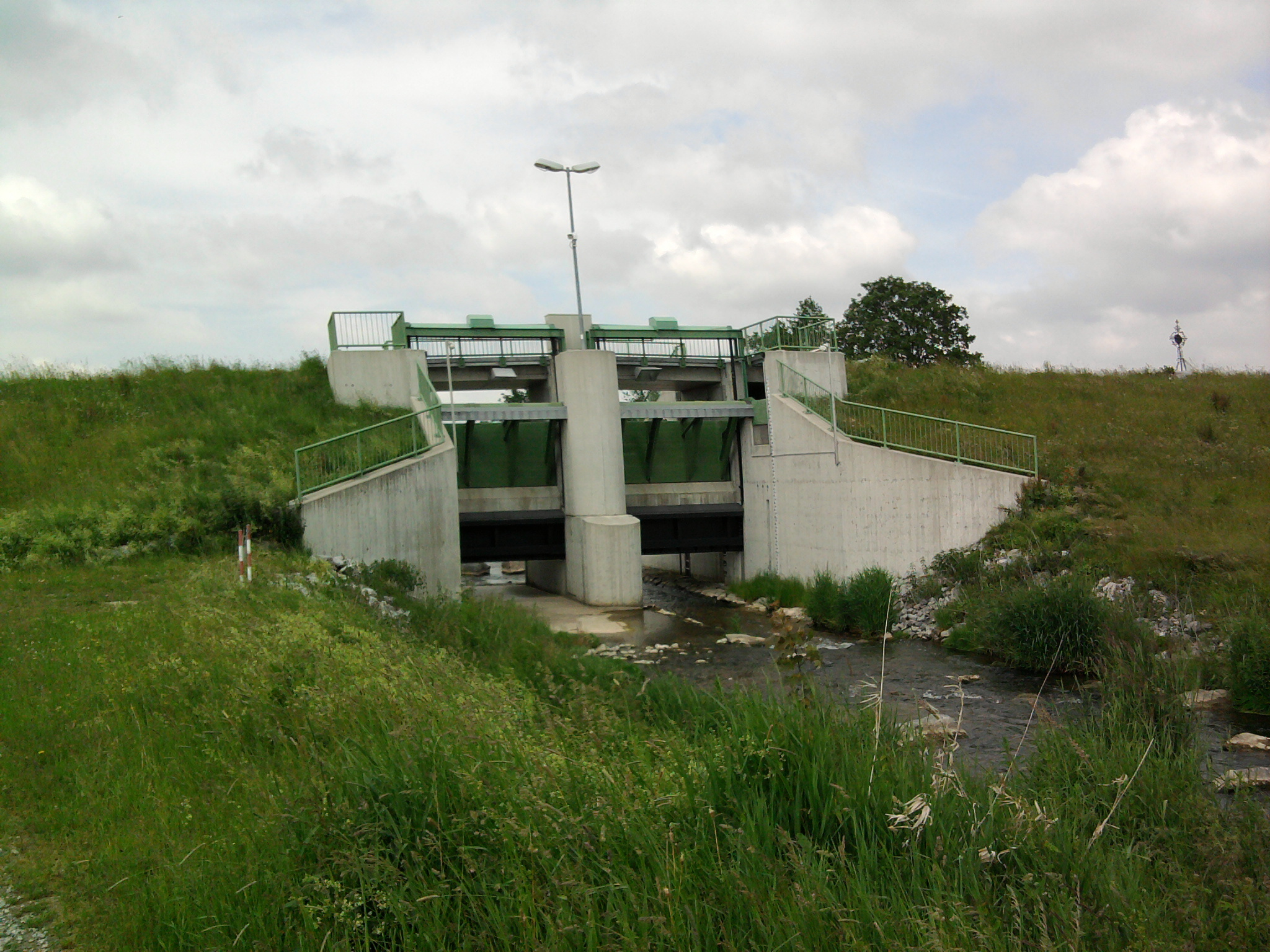
Hochwasserwehr von Süden

### Verkehr
Der Ort liegt an der B 16, die von Roding über Regensburg nach Füssen führt. Die A 96 ist etwa drei Kilometer entfernt (Ausfahrt Mindelheim).
Der Ort ist ein Knotenpunkt im Busverkehr und liegt an den Linien 912 (Mindelheim–Dirlewang), 913 (Dirlewang–Baisweil), 914 (Mindelheim–Binkenhofen) und 912 (Dirlewang–Erisried). Der nächstgelegene Bahnhof ist der etwa fünf Kilometer entfernte Bahnhof Mindelheim.
Durch die Gemeinde verläuft die ca. 475 Kilometer lange Radrunde Allgäu.

### Bildung
Im Jahre 2024 gab es folgende Einrichtungen:
- Kindergarten Sonnenwirbel – 142 Kindern
- Grundschule – 199 Schüler[8]

## Söhne und Töchter

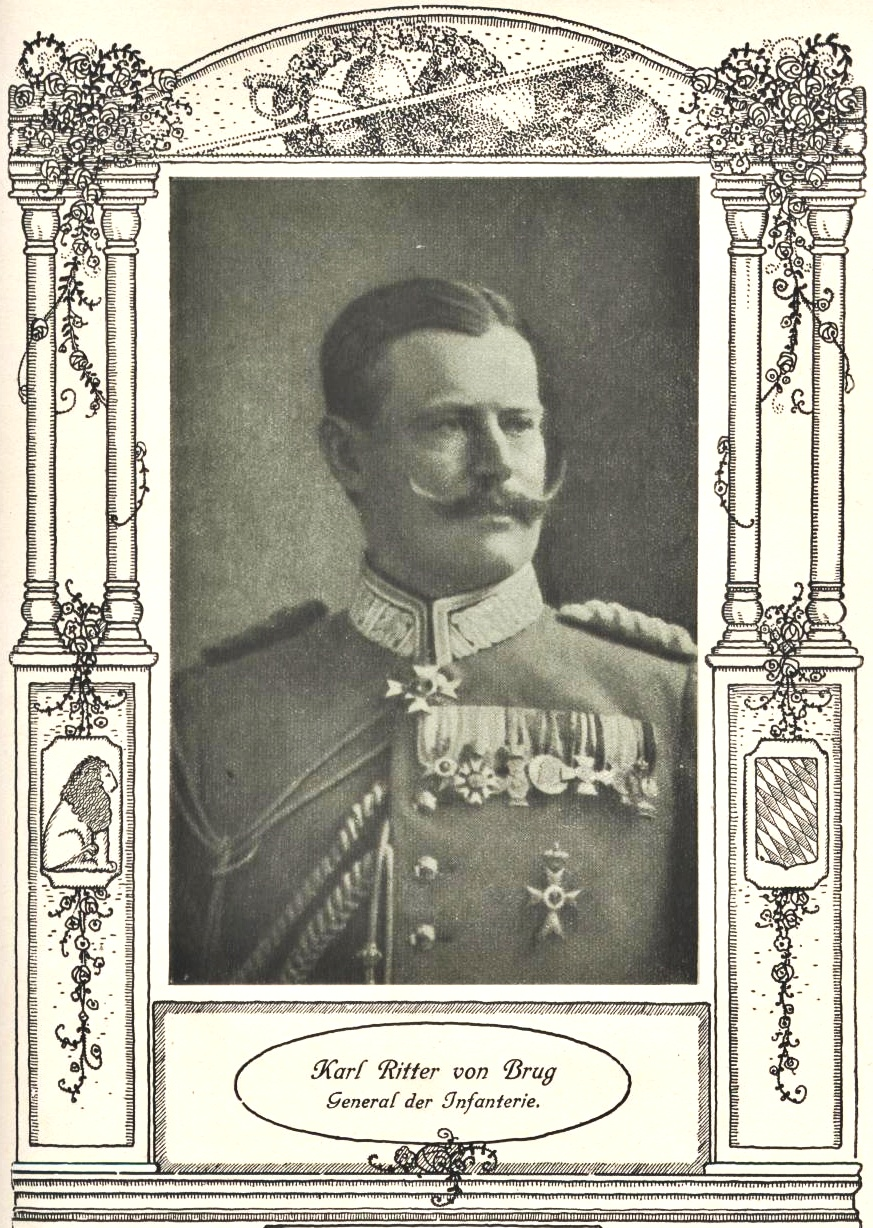
Karl von Brug (1912)

- Johann Michael Franz (1715–1793), deutscher Barockkünstler
- Engelbert Buxbaum (1831–1911), Maschinenbauer und Reichstagsabgeordneter
- Karl von Brug (1855–1923), bayerischer General der Infanterie und Luftfahrtpionier